# Vũ Thạnh
Vũ Thạnh (chữ Hán: 武晟, 1664 - ?) là nhà thơ, nhà giáo Việt Nam thời Lê trung hưng.

## Tiểu sử
Ông là người làng Đan Loan, huyện Đường An, trấn Hải Dương; nay là huyện Bình Giang, tỉnh Hải Dương, Việt Nam.
Là con nhà nghèo, sức yếu, ông đã luân lạc đến ở chùa Báo Thiên trong kinh thành Thăng Long ngay từ thuở nhỏ. Ở đây, ông theo học với Tiến sĩ Vũ Công Đạo.
Khi hơn 10 tuổi, ông thi đỗ Hương nguyên. Năm Ất Sửu (1685) đời Lê Hy Tông, ông đỗ Đình nguyên Thám hoa lúc mới ngoài 20 tuổi.
Ông làm quan, lần lượt giữ các chức vụ quan trọng như: Hồng lô tự khanh, Thiêm đô ngự sử, Bồi tụng.
Sau vì ông đem việc các quan hoạn hay cầu cạnh, xin xỏ trong việc kiện tụng ra nói ở phủ Tiết chế; phủ tâu lên chúa Trịnh chúa sai người hỏi ông để trừng trị họ, nhưng ông không trả lời rõ là ai. Chúa cả giận giao triều đình luận bàn, rồi cho bãi chức ông vì tội gièm pha .
Về mở trường dạy học tại nhà ở làng Hào Nam (nay thuộc quận Đống Đa, Hà Nội), it lâu sau, ông được khởi phục, làm đến chức Tự khanh .
Vũ Thạnh là người ưa thực nghiệp, ghét hư văn, ra sức cải cách văn phong; nghe tiếng hàng ngàn học trò xa gần đến thụ nghiệp, đỗ đại khoa đến hơn 70 người, về sau có nhiều người làm quan có tiếng tăm .
Vũ Thạnh mất năm nào không rõ, được triều đình truy tặng chức Tham chính.
Hiện nay đường vào khu tập thể Hào Nam (quận Đống Đa, Hà Nội), nơi ông dạy học xưa kia được gắn biển phố mang tên ông.

## Tác phẩm
Tác phẩm của Vũ Thạnh có Hào Nam văn tập (đã thất lạc) và một số văn bia. Hiện trong Toàn Việt thi lục còn lưu lại vài chục bài thơ viết bằng chữ Hán của ông.
Qua số thơ ấy, người ta biết ông là "một trí thức ước mong một cuộc sống thanh cao, nhàn dật trong cảnh điền viên. Cũng có lúc than thở về nhân tình thế thái, nhưng bao giờ cũng tỏ ra an bần lạc đạo, giữ vẹn tình nghĩa ở đời. Lời thơ tao nhã, chân thực, ít gò bó, có phong vị dân tộc"

## Thơ Vũ Thạnh
Giới thiệu một trong số bài thơ của Vũ Thạnh còn lưu lại trong Toàn Việt thi lục do Lê Quý Đôn biên tập:
| Phiên âm Hán-Việt: Tư quy điền ngẫu thành Phiêu linh tứ hải nhất phong bình, Yếm kiến trần đồ quát nhĩ thanh. Tụ tán bi hoan thương vãng sự, Thương hoàng nùng đạm duyệt nhân tình. Ngao ngao bách khẩu đề huề trọng, Diếu diếu cô thân niệm lự tinh. Thùy thị Tô môn tiều phố địa, Hiêu hiêu quyến mẫu túc bình sinh. | Dịch nghĩa: Nghĩ chuyện về vườn ngẫu nhiên thành thơ Lênh đênh bốn biển một cánh bèo trước gió, Chán thấy những tiếng inh ỏi bên tai trên đường đời. Vui buồn hợp tan, đau những việc đã qua, Xanh vàng mặn nhạt, đã trải hiểu tình người. Nhao nhác trăm miệng ăn, nặng nề việc gánh vác, Mờ mịt tấm thân cô đơn, mà mang bao điều lo toan. Đâu là nơi kiếm củi làm vườn của Tô Môn . Vui phơi phới nơi đồng ruộng mà thỏa chí bình sinh. |

## Sách tham khảo
- Phan Huy Chú, Lịch triều hiến chương loại chí, Tập 1. Nhà xuất Khoa học xã hội, 1992.
- Trần Thị Băng Thanh (chủ biên), Văn học thế kỷ XV-XVII. Nhà xuất bản Khoa học xã hội, 2004.